# Saint-Laurent-d’Olt
Saint-Laurent-d’Olt ist eine französische Gemeinde mit 631 Einwohnern (Stand 1. Januar 2022) im Département Aveyron in der Region Okzitanien. Sie gehört zum Arrondissement Rodez und zum Kanton Tarn et Causses.

## Geographie
Der Ort liegt im Tal des Flusses Lot im südlichen Zentralmassiv, zwischen der Hochebene Causse de Sévérac im Süden und der Aubrac im Norden. Die Landschaft ringsum wird auch Pays d’Olt genannt.
Das Gemeindegebiet gehört zum Regionalen Naturpark Grands Causses.

## Bevölkerungsentwicklung
| Jahr                       | 1962 | 1968 | 1975 | 1982 | 1990 | 1999 | 2007 | 2017 |
| Einwohner                  | 759  | 745  | 728  | 658  | 659  | 619  | 650  | 646  |
| Quellen: Cassini und INSEE |      |      |      |      |      |      |      |      |